# Diaeretellus macrocarpus
Diaeretellus macrocarpus är en stekelart som beskrevs av Mackauer 1961. Diaeretellus macrocarpus ingår i släktet Diaeretellus och familjen bracksteklar. Enligt den finländska rödlistan är arten nära hotad i Finland. Det är osäkert om arten förekommer i Sverige. Artens livsmiljö är strandängar vid sötvatten. Inga underarter finns listade i Catalogue of Life.